# Euploea nidana
Euploea nidana är en fjärilsart som beskrevs av Hans Fruhstorfer 1906. Euploea nidana ingår i släktet Euploea och familjen praktfjärilar. Inga underarter finns listade i Catalogue of Life.